# La peccatrice (film 1940)
La peccatrice è un film del 1940, diretto da Amleto Palermi, che ha fatto parte della selezione italiana alla Mostra di Venezia di quell'anno. È considerato come un primo tentativo di film realista nel panorama del cinema italiano all'inizio degli anni quaranta.

## Trama
Maria vede morire una ragazza, che si ritrova come lei in un bordello. Questo fatto la induce a rievocare le sue vicissitudini sin da quando, ingenua ragazza di provincia, è fidanzata con Alberto che però la abbandona quando lei resta incinta. In preda alla vergogna, piuttosto che confessare a sua madre il proprio stato, Maria si allontana da casa e viene ospitata a Napoli  in un centro di assistenza per ragazze madri. Qui dà alla luce un bimbo che però muore dopo pochi giorni. Maria viene quindi accolta in un paese vicino da una brava famiglia di contadini per fare la balia a loro figlio.
Il cognato del padrone di casa dimostra serie intenzioni verso di lei, ma quando viene a conoscenza del suo passato la tratta indegnamente. La ragazza è quindi costretta ad allontanarsi anche da questa sua nuova famiglia ed a tornare in città. Qui conosce Pietro, un bravo giovane con cui inizia una relazione, ma che, coinvolto ingiustamente nella emissione di assegni falsi, viene arrestato. Rimasta sola, Maria viene attirata da Ottavio, sedicente amico di Pietro (in realtà è colui che ne ha provocato l'arresto)  sulla strada della prostituzione.
La morte della compagna di sventura le fa comprendere pienamente il basso livello a cui è ormai arrivata, e trova il coraggio di fuggire. Si riavvicina a Pietro, che la inserisce nella gestione di una lavanderia di proprietà della sua famiglia, ma, essendo ricercata dalla polizia, si scopre il suo passato e viene cacciata. Ritorna al paese d'origine ove casualmente incontra di nuovo Alberto, che fatica quasi a riconoscerla e la tratta con disprezzo. Maria, piena di amarezza, torna dalla vecchia madre che l'accoglie a braccia aperte.

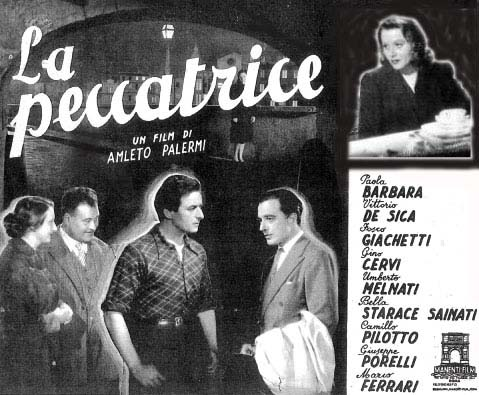
Un'immagine promozionale del film di Palermi. I manifesti per l'Italia vennero disegnati dal pittore cartellonista Anselmo Ballester.

## Realizzazione del film

### Produzione
La peccatrice fu il primo film realizzato presso il Centro sperimentale di cinematografia, il cui teatro di posa venne per l'occasione inaugurato dopo il trasferimento di questa istituzione nella nuova sede di via Tuscolana, accanto a Cinecittà. Le riprese iniziarono il 6 maggio 1940 e ad esse parteciparono numerosi allievi del Centro quale esercitazione "sul campo" della loro attività. La lavorazione terminò, dopo qualche difficoltà e contrasti su alcune scene di cui vennero realizzate due versioni, alla fine del mese di luglio, in tempo per consentire la presentazione della pellicola alla Mostra di Venezia.

### Soggetto e sceneggiatura
La partecipazione del Centro Sperimentale al film di Palermi non fu solo logistica: l'ideazione e realizzazione dell'opera si deve infatti, oltre che a Palermi, ai principali esponenti di tale istituzione, cioè «intellettuali del calibro di Umberto Barbaro, Luigi Chiarini e Francesco Pasinetti impegnati, sia pure in ruoli distinti, nella formazione e nella diffusione di una cultura cinematografica estranea a qualunque tentazione provinciale ed autarchica».
La presenza di questi tre autori comporterà un'accoglienza del film, soprattutto a Venezia, come «un segnale importante di rinnovamento» favorita da «un certo allentamento del controllo politico, in particolare a partire dal 1939, quando i film italiani sono chiamati a coprire i vuoti lasciati dal ritiro, dopo l'istituzione del "monopolio", delle pellicole americane», dando vita ad un cinema considerato più "realista", "precursore del realismo", o almeno ispirato al "naturalismo". Anche Vittorio De Sica, che fece parte del cast e poi tanta parte ha avuto nel cinema italiano del dopoguerra, riconobbe che «Palermi ebbe la qualità di staccarsi dai cliché del momento, i "telefoni bianchi". Lui andava negli ambienti veri e cercava un rapporto autentico e di sincera umanità con i personaggi; era un autore».

### Interpreti
La principale interprete, Paola Barbara, contribuisce all'impostazione "realista" del film. «Perfettamente calata nel personaggio, appare in molte scene senza un filo di trucco, cosa rara, rarissima, in un'epoca in cui sullo schermo la bellezza femminile seguiva rigidi canoni estetici». Per questa sua interpretazione innovativa l'attrice ottenne unanimi commenti di lode, rilevandosi «attrice di grandi mezzi», arrivando così all'apice della sua celebrità. A seguito di tale successo che la rivelò quale «compiuta attrice drammatica». fu la prima ad essere individuata da Visconti quale possibile interprete di Ossessione, ancora prima della Magnani e poi della Calamai, ma lei rifiutò quella parte per accompagnare il marito Primo Zeglio impegnato in Spagna per una regia. Accanto a lei lavora un complesso di interpreti maschili di primo piano, «quale prima d'ora s'era mai visto in un film italiano, affidando ad ognuno di essi una parte incisiva corrispondente alle loro attitudini», anche se nessuno di loro sarà protagonista assoluto.

## Accoglienza

### Presentazione a Venezia
La peccatrice ebbe qualche problema con la censura a causa di alcuni aspetti ritenuti scabrosi, superati i quali fece parte della selezione italiana alla Mostra di Venezia, dove fu proiettato il 3 settembre 1940, riscuotendo applausi e critiche positive. Tra gli estimatori del film anche il futuro regista Michelangelo Antonioni secondo il quale «con La peccatrice l'Italia ha portato a Venezia uno dei "pezzi" più interessanti della Mostra (...) Per la prima volta da noi si tenta di dare una compiutezza schiettamente cinematografica ad un personaggio e di conseguenza ad un film». Anche secondo La Stampa «il merito di Palermi è di aver voluto distendere il suo racconto in cadenze assai concrete di un evidente realismo». Per Bianco e nero «il tono de La peccatrice è realistico, specie nell'ultima parte; questo tono è stato raggiunto compiutamente e con suggestiva evidenza formale». Ma non tutti furono d'accordo. La Tribuna definì «cupa ed opprimente» la pellicola di Palermi criticandone «l'ambiente scabroso che presenta, con una crudezza che sarebbe stato meglio evitare, una persecuzione atroce, assillante ed implacabile».

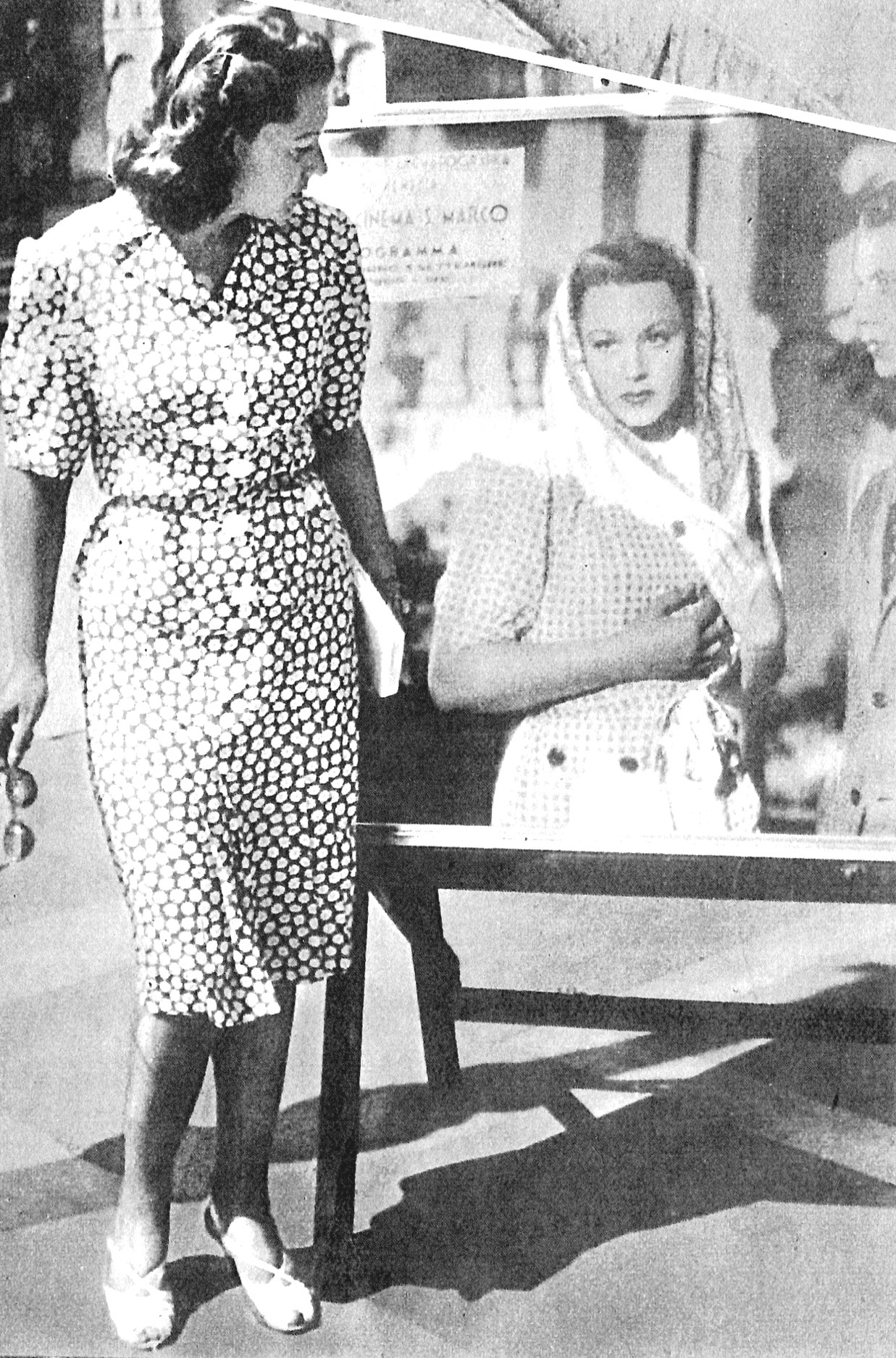
Settembre 1940: Paola Barbara accanto al tabellone che annuncia la "prima" del film alla Mostra di Venezia, dove fu riconosciuta come una delle migliori attrici drammatiche italiane dell'epoca

### Risultato commerciale
Dopo la "prima" veneziana il film fu distribuito nelle sale tra la fine di ottobre e la metà di novembre del 1940. ottenendo un buon risultato economico. Nonostante non siano disponibili dati ufficiali sugli introiti delle pellicole prodotte in Italia negli anni Trenta e primi Quaranta, alcuni elementi indicano che La peccatrice ebbe un positivo riscontro di pubblico registrando un incasso superiore ai 2.300.000 lire dell'epoca.
Campione di incassi nello stesso periodo fu L'assedio dell'Alcazar di Genina, che superò i 7 milioni, seguito a distanza da Maddalena... zero in condotta di De Sica con più di 3 milioni..

### Critica
Commenti contemporanei. Al momento della sua uscita nelle sale, La peccatrice confermò i commenti sostanzialmente positivi che aveva già ricevuto a Venezia. Cinema ribadì che «verista o romantico, drammatico o vaudevilliano, codesto film ha tra i molti peccati di ispirazione un pregio perlomeno desueto da noi: di entrare in ambienti nei quali sinora nessuno aveva osato porre piede (e) ciò a prescindere dalle cose buone (poche, ma veramente buone) che il film contiene». 

Paola Barbara ed il regista Amleto Palermi durante la lavorazione del film

La Stampa accrebbe le lodi, dando un secondo giudizio nel quale descrisse il film come «il desiderio di Palermi di parlare forte e chiaro, di esprimere un dramma della vita di oggi. Non lo ringrazieremo mai abbastanza in questa inflazione di commediette e commediole, troppo sovente in costume», mentre Film riconobbe al regista «abilità, mano intelligente e buon gusto [per] una regia che fa onore al nostro cinema».
Alcuni commentatori videro nella vicenda un argomento abusato, tuttavia, come scrisse il Corriere della sera, «Palermi l'ha raccontata con una certa vena di popolare realismo, qua e là rialzandola con brani di più complessa e studiata attenzione». Giudizio analogo a quello de L'Ambrosiano che ritenne il film «un lavoro di seria impostazione, anche se il soggetto appartiene alla categoria di quelli che attingono i motivi fondamentali del loro successo popolare agli elementi e alle situazioni molto comuni ed abusati. [...] Una regia meno prolissa e manierosa sarebbe andata a vantaggio della classe del film».
Commenti successivi. Con il passare degli anni, anche i giudizi retrospettivi hanno evidenziato il ruolo moderatamente innovativo de La peccatrice  nell'ambito di «un panorama di film basati su opere della letteratura Ottocentesca o tratti da opere musicali». Secondo Brunetta, il film di Palermi è «tra le opere che possono essere lette come forme di protesta o di distacco o di polemica contro la situazione presente« e Margadonna rileva che «anche tra gli anziani si cominciava a sentire la necessità di affrontare opere più impegnative e lo sforzo di Palermi ne è la riprova». Masi e Lancia, nel ricordare l'entusiasmo con cui diversi critici che volevano un cinema diverso accolsero il film, sostengono che si tratta di «un film - cerniera che proietta la sua ombra sui modelli cinematografici del dopoguerra».